# Ceai

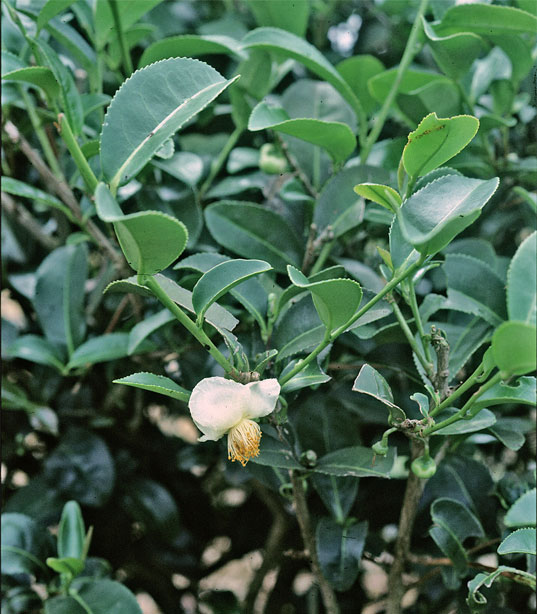
Camellia sinensis- plantă de ceai în floare

Ceaiul este o băutură obținută prin infuzarea frunzelor uscate ale plantei Camellia sinensis (L.). În funcție de gradul de oxidare a frunzelor, cele patru tipuri principale de ceai sunt: ceaiul alb, ceaiul verde, ceaiul oolong și ceaiul negru. 
Compoziția chimică a ceaiului variază în funcție de recoltă, condiții pedoclimatice și metoda de prelucrare; dintre componenți amintim: teina (alcaloid asemănător cu cel care se găsește în cafea, maté și nucile de cola), tanin și uleiuri volatile.
Producția mondială de ceai este estimată la circa 3,15 milioane de tone anual.
Termenul de „ceai” desemnează și infuziile din alte plante decât Camellia sinensis, cum ar fi maté (Ilex paraguarensis), lapacho (Tecoma curialis), rooibos (Aspalathus linearis), condimente, mentă, mușețel, fructe uscate etc.

## Istorie
Planta de ceai își are originile în partea de sud-est a Asiei, în regiunea formată din nord-estul Indiei, nordul Burmei (Myanmar) și provincia Yunnan (China). Ceaiul a fost întrebuințat pentru prima oara de chinezii din provincia Yunnan, folosindu-se atât la prepararea băuturilor cât și a mâncărurilor.
Ceaiul fiind de mare importanță pentru civilizațiile asiatice, s-au născut legende despre descoperirea sa. O legenda populară chineză spune că împăratul Shennong a descoperit ceaiul în timp ce bea dintr-un bol cu apă fierbinte la umbra unui copac, în anul 2737 î.Hr. Câteva frunze se scuturară în bolul împăratului, făcând culoarea apei să se schimbe. Curios din fire, Shennong luă o sorbitură și fu plăcut surprins de aroma și de proprietățile revigorante ale băuturii.
Altă legendă, din vremea dinastiei Tang, atribuie răspândirea ceaiului lui Bodhidharma, fondatorul școlii budiste Zen. Acesta, după ce meditase în fața unui zid timp de nouă ani, s-a întâmplat să adoarmă. Disprețuindu-se pentru slăbiciunea sa, își tăie pleoapele și acestea căzură pe pământ unde prinseră rădăcini, din ele crescând tufe de ceai.
Dovezi materiale ale întrebuințării plantei sunt recipientele cu ceai descoperite în morminte datând de pe timpul dinastiei Han (206-220), iar prima atestare documentară aparține unui funcționar chinez despre care se știe că a murit în anul 273; despre planta de ceai se poate să fi pomenit și Confucius în scrierile sale cu 600 de ani înainte, însă atestarea este nesigură. Cert este că în timpul dinastiei Tang (618-907) băutul ceaiului devenise popular datorită gustului său și a calităților sale medicinale. Ceainăriile atrăgeau artiștii vremii, unul dintre ei, Lu Yu (723-804) fiind autorul primului tratat despre ceai: Cha Jing (Obiceiurile ceaiului).
Cam în aceeași perioadă (648-749), ceaiul a fost introdus și în Japonia de către un călugăr budist, Gyoki; el a plantat arbuștii în 49 de grădini ale templelor; în secolul al XIII-lea un preot Zen a creat Ceremonia ceaiului (Cha-no-yu).
Pe la sfârșitul secolului al XVI-lea apar mențiuni rare despre acest obicei și la europeni, autorii acestora fiind negustorii și misionarii portughezi care trăiseră în părțile acelea răsăritene. Dar nu portughezii au fost cei care au făcut primele importuri de ceai în Europa, ci olandezii. Prima ladă cu ceai care-a fost înregistrată într-un port european a ajuns la Amsterdam în 1606 și pe parcursul secolului a câștigat în popularitate. Ceaiul a devenit o băutură la modă printre olandezii bogați și din Olanda s-a răspândit și în alte țari din vestul Europei. La curtea engleză, obiceiul de a bea ceai a fost introdus la mijlocul secolului al XVII-lea de către prințesa lusitană Ecaterina de Braganza în urma căsătoriei cu viitorul rege Carol al II-lea al Angliei.
Britanicii au preluat cu entuziasm obiceiul, fiind și în prezent unii dintre cei mai mari consumatori de ceai.

## Cultivarea și recoltarea ceaiului

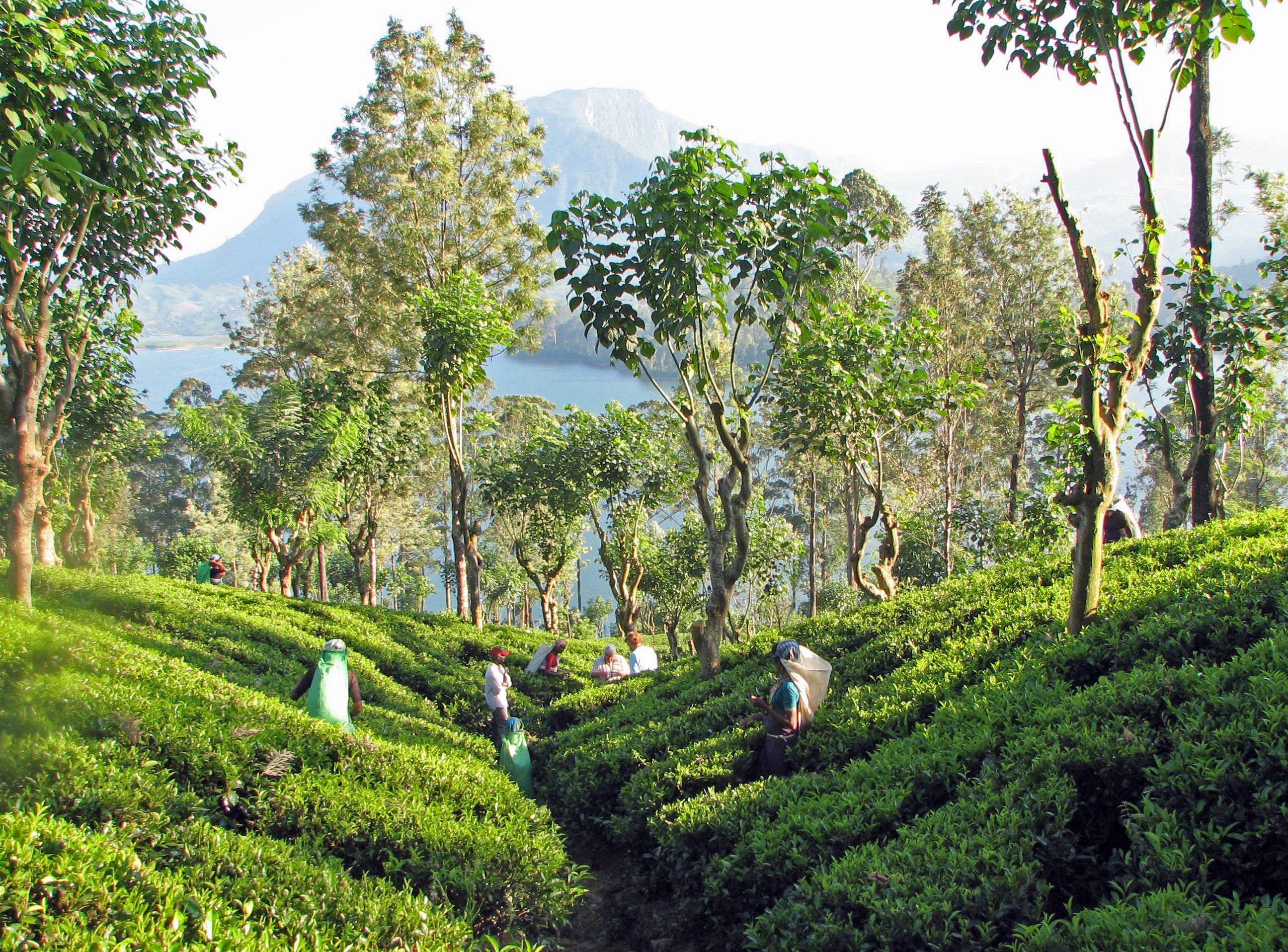
Plantație de ceai în Sri Lanka. Se poate observa dispunerea plantelor de ceai în pantă cât și prezența copacilor meniți să filtreze razele solare

Camellia sinensis este o plantă rezistentă care crește spontan mai ales în zonele tropicale și sub-tropicale. Ceaiul se cultivă în următoarele țări:
- în Asia: Bangladesh, China, India, Indonezia, Japonia, Malaezia, Nepal, Sri Lanka, Taiwan, Vietnam;
- în Africa: Camerun, Mauritius, Kenya, Ruanda, Zimbabwe;
- în America de Sud: Argentina, Brazilia;
- în regiunea Mării Caspice și a Mării Negre: Georgia, Iran, Turcia.

Două varietăți principale ale plantei sunt cultivate: varietatea cu frunze mici de China (C. Sinensis Sinensis) și cea cu frunze mari de Assam (C. Sinensis Assamica). 
Planta de ceai necesită un climat tropical și soluri acide, permeabile și bogate în humus. Ceaiul se cultivă în pantă, pentru ca apa de ploaie să se poată scurge, o prea mare umezeală fiind dăunătoare. Cea mai bună calitate a frunzelor este obținută din culturile situate la altitudini mai mari de 1500 m, deoarece planta crește mai încet și capătă o aromă mai bună. 
Pe plantații înmulțirea se face prin butași. După o perioadă de stat în pepiniere, noile plante de ceai sunt transplantate și lăsate să crească timp de patru ani înainte de prima recoltare. Dacă asupra plantei nu se efectuează modificări, aceasta va crește sub forma unui copac, putând atinge și 9 m înălțime, însă cele de pe plantații sunt menținute la înălțimi mici (de cel mult 1.25 m) pentru a fi mai ușor de recoltat. Lumina solară indirectă favorizează obținerea unor frunze cu aromă mai bogată, de aceea printre tufele tunse sunt lăsați să crească copaci care filtrează și împrăștie razele soarelui. Viața plantei de ceai nu depășește de obicei 40-50 de ani, însă există varietăți care pot atinge și vârsta de 100 de ani.
Perioadele în care se face recoltarea depind de climatul în care se află cultura de ceai. În China și nordul Indiei (Darjeeling, Assam) sezonul durează din Februarie până în Noiembrie; în Taiwan, de la sfârșitul lunii Martie până la sfârșitul lunii Octombrie; în Japonia, din Mai până în Octombrie; în sudul Indiei, Sri Lanka (Ceylon) și Indonezia culesul se face tot timpul anului, exceptând zonele de mare altitudine.
Recoltarea se face după mai multe metode: fie se culeg doar mugurii apicali, fie se culeg și primele 2-3 frunze în josul tulpinii sau primele 4-5. Frunzele se culeg împreună cu partea de tulpină pe care se află, pentru a permite vârfurilor să se regenereze. După o perioadă de 7-10 zile, timp în care vârfurile plantei se refac, recoltarea se va relua. 
În țările asiatice majoritatea culegătorilor sunt femei, iar în Africa printre culegători sunt mai mult bărbați. Ei poartă în spate coșuri de nuiele în care aruncă frunzele culese. De câteva ori pe zi coșul este descărcat, recolta strânsă de fiecare culegător este cântărită și inspectată calitativ; fiecare este plătit în funcție de cantitatea de frunze recoltată.

## Prelucrarea frunzelor de ceai
Tipurile de ceai se disting după tipul de procesare, toate provenind din aceeași plantă.
La scurt timp după ce sunt culese, frunzele de Camellia sinensis încep să se ofilească și să se oxideze. Clorofila se descompune și taninurile sunt eliberate, frunzele înnegrindu-se progresiv. Procesul acesta de oxidare enzimatică este numit în industria ceaiului „fermentație”, deși nu este cu adevărat un fenomen de fermentație, nefiind cauzat de microorganisme. Următorul pas este oprirea procesului de oxidare (sau a „fermentării”) prin încălzire, metodă care dezactivează enzima responsabilă. Fără un control atent al temperaturii și umidității, pe ceai se pot dezvolta fungi; aceștia cauzează o fermentație adevărată, care contaminează ceaiul cu substanțe toxice (uneori chiar cancerigene) și cu mirosuri nedorite, ceaiul devenind impropriu consumului.
Fazele prelucrării frunzelor de ceai sunt:
- Veștejirea (stafidirea sau preuscarea): în timpul acestui proces frunzele de ceai pierd din umezeală. Frunzele proaspăt culese sunt asezate într-un strat subțire și lăsate la soare între 18 și 24 de ore pentru a se deshidrata până ajung de consistența unor mănuși moi de piele.
- Rularea: scopul rulării este spargerea celulelor frunzei pentru ca zeama să fie eliberată și supusă procesului de oxidare. Sucul celular conține taninuri, tein, uleiuri esențiale și alte substanțe.
- Oxidarea („fermentația”): frunzele rulate sunt întinse în camere răcoroase și umede, pe podele pardosite cu piatră sau ciment; aspectul frunzelor se modifică, substanțele din sucul ce le acoperă începând să absoarbă oxigenul atmosferic (umezeala aerului din încăperi favorizează oxidarea). Culoarea devine roșcata iar apoi brună, iar aromele devin mai puternice și mai plăcute.
- Stoparea oxidării: oxidarea este oprită prin expunerea la temperaturi suficient de mari ca enzimele responsabile de oxidare să fie dezactivate. Frunzele sunt întinse în tăvi și expuse aerului fierbinte, având grijă să nu se pârlescă. Odată cu oprirea oxidării, datorită temperaturii, o mare parte din apa conținută în celule se evaporă. Pe suprafața frunzelor rămân substanțele ce dau gustul și parfumul ceaiului, acestea fiind activate prin infuzare.
- Sortarea: frunzele întregi sunt de obicei separate de cele fragmentate, acestea din urmă fiind și ele sortate la rândul lor după dimensiune.
- Modelarea, finisarea, uscarea: frunzele pot fi comprimate în diferite forme, cum este cazul ceaiurilor pu-erh sau modelate în spirale, granule etc. Acest procedeu face ca frunzele să se umezească de la sucul rămas în interior, necesitând apoi încă o uscare, de data aceasta nemaifiind neapărat nevoie de temperaturi mari; frunzele sunt lăsate la soare, uscate cu aer cald sau coapte.
- Învechirea : ceaiurile de tip pu-erh câștigă în savoare pe măsura ce devin mai vechi; pentru atinge forma finală, aceste ceaiuri trebuie sa fie supuse unui proces de post-fermentație la care participă mai multe microorganisme. În urma învechirii gustul amar și astringența se estompează.

După metoda tradițională, totul se face manual, însă metodele moderne presupun folosirea mașinilor pentru realizarea fiecărei etape.
Deși procesarea este relativ simplă, fiecare fază trebuie controlată cu atenție pentru a obține aroma și calitatea potrivită.
Ceaiul alb
Mugurii și frunzele foarte tinere, acoperite cu puf alb, trec prin două etape: tratarea termică pentru oprirea fermentării și deshidratarea. Frunzele nu sunt lăsate să se veștejească, nu sunt rulate și nici lăsate la oxidat, păstrându-se cât mai multe dintre caracteristicile inițiale. Pentru că este produs în cantități mici, prețul său este mare.
Ceaiul verde
Frunzele sunt culese, lăsate la veștejit, apoi sunt tratate uscat (în tigăi, după metoda chinezească) sau la abur fierbinte la maxim 2 zile după cules pentru împiedicarea oxidării. Frunzele pot fi modelate în formă de perle, de spirale sau lăsat în stare liberă.
Ceaiul oolong
După ce frunzele sunt culese, lăsate la stafidit și rulate, timp de 2-3 zile (sau mai mult) sunt întinse pentru oxidare. Ceaiul oolong (sau wulong) este un tip intermediar între ceaiul verde și cel negru, apropiindu-se ca proprietăți mai mult de unul sau de celalalt în funcție de perioada cât a stat la oxidat.
Ceaiul negru
Frunzele sunt lăsate să se oxideze complet, procesul durând între 2 săptămâni și o lună, după ce au fost parcurse etapele de veștejire și rulare. Apoi, intervine procesul de stopare a oxidării, de eliminare a umezelii și sortarea frunzelor în funcție de gradul de fărâmițare.
Ceaiul pu-erh
Frunzele culese manual din copaci de ceai bătrâni și sunt sortate, îndepărtându-se frunzele rupte, veștede sau oxidate; sunt întinse în încăperi bine ventilate pentru a se ofili un pic înaintea următoarei etape: stoparea oxidării prin prăjirea în tăvi.
Acum frunzele sunt rulate fără a le rupe și întinse la soare pentru a se usca până mai rămâne nu mai multă umezeală decât este nevoie pentru ca frunzele să nu se sfărâme, apoi sunt sortate pe 10 categorii (sau chiar mai multe).
Felul în care este prelucrat de acum înainte îl încadrează în tipul sheng sau shu.
Pentru a obține pu-erh de tip sheng (crud), frunzele sunt aburite, comprimate în forme diverse și depozitate în camere uscate, care permit o oxidare lentă. O seamă de micro-organisme participă la desăvârșirea aromelor ceaiului pu-erh.
Ceaiul de tip shu este obținut prin oxidarea forțată a frunzelor: acestea sunt întinse, stropite cu apă și lăsate să se oxideze câteva zile până la o lună. După oxidare urmează tratarea cu abur fierbinte și presarea în forme.
Amestecurile și adaosurile
Majoritatea ceaiurilor comercializate în vest sunt amestecuri. Amestecurile pot fi făcute cu ceaiuri din aceeași regiune (cum este ceaiul de Assam) sau cu ceaiuri din regiuni diferite. Scopul este obținerea unui gust mai bun, a unui preț mai bun sau din ambele motive, căci varietatea mai scumpă și cu aromă mai bună poate acoperi calitatea inferioară a varietăților ieftine. Prin amestecare se poate asigura conservarea aromei specifice unui sortiment, indiferent de variația recoltelor de ceaiuri pure folosite.
Multe ceaiuri din comerț conțin diverse adaosuri sau sunt procesate folosind tehnici speciale. Ceaiul are o susceptibiliate mare la felurite arome, fapt ce constituie atât un dezavantaj (necesitând condiții deosebite de procesare, transport și depozitare) cât și un avantaj, permițând realizarea unui număr foarte mare de rețete. Aromarea se face folosind flori, uleiuri volatile naturale sau arome artificiale.

## Clasificare
Sunt mai multe criterii după care se face clasificarea ceaiurilor. Unul dintre ele este gradul de oxidare („fermentare") a frunzelor, după care avem 5 categorii principale:
- Ceai alb: neveștejit și neoxidat;
- Ceai verde: veștejit și neoxidat;
- Ceai oolong: veștejit, ușor zdrobit și parțial oxidat;
- Ceai negru (numit roșu de către chinezi): veștejit, zdrobit și complet oxidat;
- Ceai Pu-erh: veștejit și parțial sau complet oxidat.

### După calitatea frunzelor și gradul de fărâmițare

#### Frunze întregi
- F.O.P. Flowery Orange Pekoe: ceai din cea mai buna recoltă, compus din muguri și următoarele două frunze din vârf. Termenul „Orange” provine de la numele dinastiei olandeze Orania-Nassau („Orange” în limba engleză), iar termenul „pekoe”, provenit din chinezescul pak-ho, denotă perișorii albi de pe mugurii terminali ai plantei.
- O.P. Orange Pekoe: ceai din frunze tinere, strâns rulate; recolta este de buna calitate, dar ceva mai târzie ca precedenta, în care caz, mulți muguri deja au crescut și au devenit frunze, ceaiul ajungând să conțină mai puțini muguri.
- P. Pekoe: recolta este mai puțin rafinată și nu conține muguri;
- S. Souchong: frunzele sunt culese mai din josul tulpinii, sunt mai mari, mai bătrâne și cu un conținut mai scăzut de teină, iar prin infuzare dau un lichid mai slab colorat; sunt rulate pe lungime și sunt folosite mai ales în rețetele de ceaiuri afumate.

Se pot adăuga și următoarele categorii, care indică ceaiuri scumpe, de cea mai bună calitate, produse de obicei în regiunea indiana Darjeeling:
- G.F.O.P. Golden Flowery Orange Pekoe: ceai cu o abundență mare de muguri, care în urma oxidării capătă o nuanță aurie („golden” în limba engleză) în comparație cu restul de frunze negre. Abundența de muguri denotă o culegere atentă, fiind un indicator al calității ceaiului.
- T.G.F.O.P. Tippy Golden Flowery Pekoe
- F.T.G.F.O.P. Fine (Fancy) Tippy Golden Flowery Orange Pekoe
- S.F.T.G.F.O.P. Super Fine (Fancy) Tippy Golden Flowery Orange Pekoe

#### Frunze mărunțite
- D. Dust: categoria ce indică cel mai mare grad de mărunțire a frunzelor; dimensiunile mici ale particulelor de ceai permit obținerea rapidă a unui ceai tare și intens colorat. În general ceaiurile mărunțite sunt folosite în amestecuri și ambalate în pliculețe.
- F. Fannings: ceai bine mărunțit, ambalat în pliculețe.

Desi mulți consideră ceaiurile mărunțite ca niște rămășițe de calitate inferioară de pe urma sortării celor mai bune frunze, în această categorie pot intra și ceaiuri de calitate foarte bună, recoltate și procesate cu ajutorul mașinilor.
Termenul ’„broken”’’ indică un grad mai mic de mărunțire.
- B.P. Broken Pekoe: ceai mărunțit din recoltă de tip Pekoe.
- B.O.P. Broken Orange Pekoe
- B.O.P.F. Broken Orange Pekoe Fannings
- F.B.O.P. Flowery Broken Orange Pekoe
- G.B.O.P. Golden Broken Orange Pekoe
- T.G.B.O.P Tippy Golden Orange Pekoe
- B.P.S. Broken Pekoe Souchong
- G.O.F. Golden Orange Fannings

Clasificarea de mai sus se aplică ceaiurilor negre.

## Principalele tipuri de ceai

### Ceaiul alb
Ceaiul alb provine din recoltarea mugurilor și a frunzulițelor foarte tinere pe care se distinge încă puful alb. Procesarea ceaiului este simplă și nu presupune altceva decât uscarea frunzelor la o temperatură relativ scăzută, de multe ori fiind lăsate să se usuce la soare. Obiectivul este obținerea unui grad cât mai scăzut de oxidare („fermentare”). Pentru că ceaiul alb nu este oxidat și rulat, perișorii argintii rămân vizibili, constituind un semn al calității procesării.
Infuzat, ceaiul alb dă un lichid limpede și de culoare foarte deschisă, cu savoare delicată.
Originile ceaiului alb sunt plasate, potrivit tradiției, în provincia chineza Fujian, frunzele provenind din soiul Da Bai (Marele Alb).
Dintre varietățile de ceai alb, mai cunoscute sunt:
- Bai Hao Yin Zhen (Ace de argint): obținut numai din mugurii nedeschiși, cărnoși, fără defecte, acoperiți cu perișori albi; mugurii sunt culeși primăvara, pe timp uscat. Aceasta este cea mai scumpă varietate de ceai alb și este produs aproape in exclusivitate în provincia Fujian din soiul Da Bai.
- Bai Mu Dan/ Pai Mu Tan (Bujorul alb): ceai de calitate foarte bună, considerat a fi al doilea tip de ceai pe scara valorică după Yin Zhen; sunt culeși nu doar mugurii ci și primele doua frunzulițe acoperite cu puf argintiu; la fel ca și Yin Zhen, este cules primăvara, niciodată pe timp ploios și numai după ce roua s-a evaporat complet de pe plante.
- Gong Mei (Sprâncenele onoarei):  ceai alb de gradul trei, provenit mai ales din culturile soiului Xiao Bai.
- Shou Mei (Sprâncenele vieții lungi și nobile): cules în urma ceaiurilor Yin Zhen și Bai Mu Dan; pentru că este recoltat mai târziu, compoziția sa constă din frunzulițele tinere și mugurii rămași de pe urma recoltărilor anterioare. Gustul său este fructat, asemănător ceaiurilor oolong.
- Ceylon White (Ceai alb de Ceylon): ceai apreciat, produs în Sri Lanka; cultivat la altitudini situate între 2200 și 2500 m, cules manual și uscat la soare. În urma infuzării rezultă un lichid auriu cu gust delicat, având note de miere și pin.
- Darjeeling White (Ceai alb de Darjeeling): cultivat la 2000 m altitudine, ceaiul este recoltat și rulat manual, apoi uscat la soare. Culoarea sa este de un auriu pal, iar gustul suav și ușor dulce.

### Ceaiul verde
Ceaiul verde este obținut oprind oxidarea frunzelor de ceai prin uscarea acestora imediat după recoltare. Ceaiul este procesat în maximum două zile după culegere. Majoritatea ceaiurilor verzi sunt oprite din procesul de oxidare prin metode termice. Frunzele pot fi uscate prin metoda tradiționala chinezească de prăjire în tigaie sau prin metoda japoneză de oprire a oxidării cu abur fierbinte; aceste procedee distrug enzima responsabilă de oxidarea frunzelor.
Ceaiul preparat din frunze nefermentate are o ușoară nuanța verde-gălbuie și aromă delicată specifică.
Originar din China, este cel mai consumat tip de ceai în tarile asiatice, fiind popular și în restul lumii.

#### Ceaiuri chinezești

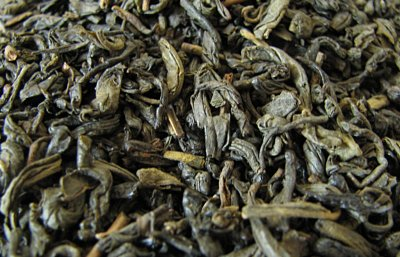
Ceai verde Chun Mee

- Longjing (Fântâna Dragonului): varietate superioară de ceai; este cules și rulat manual, apoi prăjit uscat în tigaie. Este unul dintre cele mai falsificate ceaiuri.
- Gunpowder (Praf de pușca): cunoscut și sub numele zhuchá. Frunzele sunt rulate sub formă de granule, asemănătoare cu cele de praf de pușcă.
- Bi Luo Chun (Melcul verde de primăvară): ceai foarte apreciat, asemănător ceaiului alb, cu gust floral-fructat.
- Chun Mee (Sprâncene prețioase): ceai mai acid și mai puțin dulce decât varietățile obișnuite.
- Hou Kui (Pașnicul suveran al maimuțelor): deosebit prin aspectul său, două frunze drepte flancând un mugure mare cu peri argintii.

#### Ceaiuri japoneze (ocha)
- Gyokuro (Picătura de rouă): cel mai prețios ceai japonez. Cu cel puțin două săptămâni înainte de recoltare, frunzele sunt acoperite, pentru ca diminuarea luminii solare să dulceața ceaiului.
- Matcha: ceai măcinat sub formă de pulbere fină, folosit în cadrul Ceremoniei ceaiului, dar și pentru a da gust și culoare unor feluri de mâncare.
- Sencha: ceai japonez nefărâmițat, cu gust ierbos provenit din prima și a doua recoltă.
- Bancha: ceai provenit din a treia și a patra recoltă; are o aromă puternică de fânețe. Ceai verde Jasmine

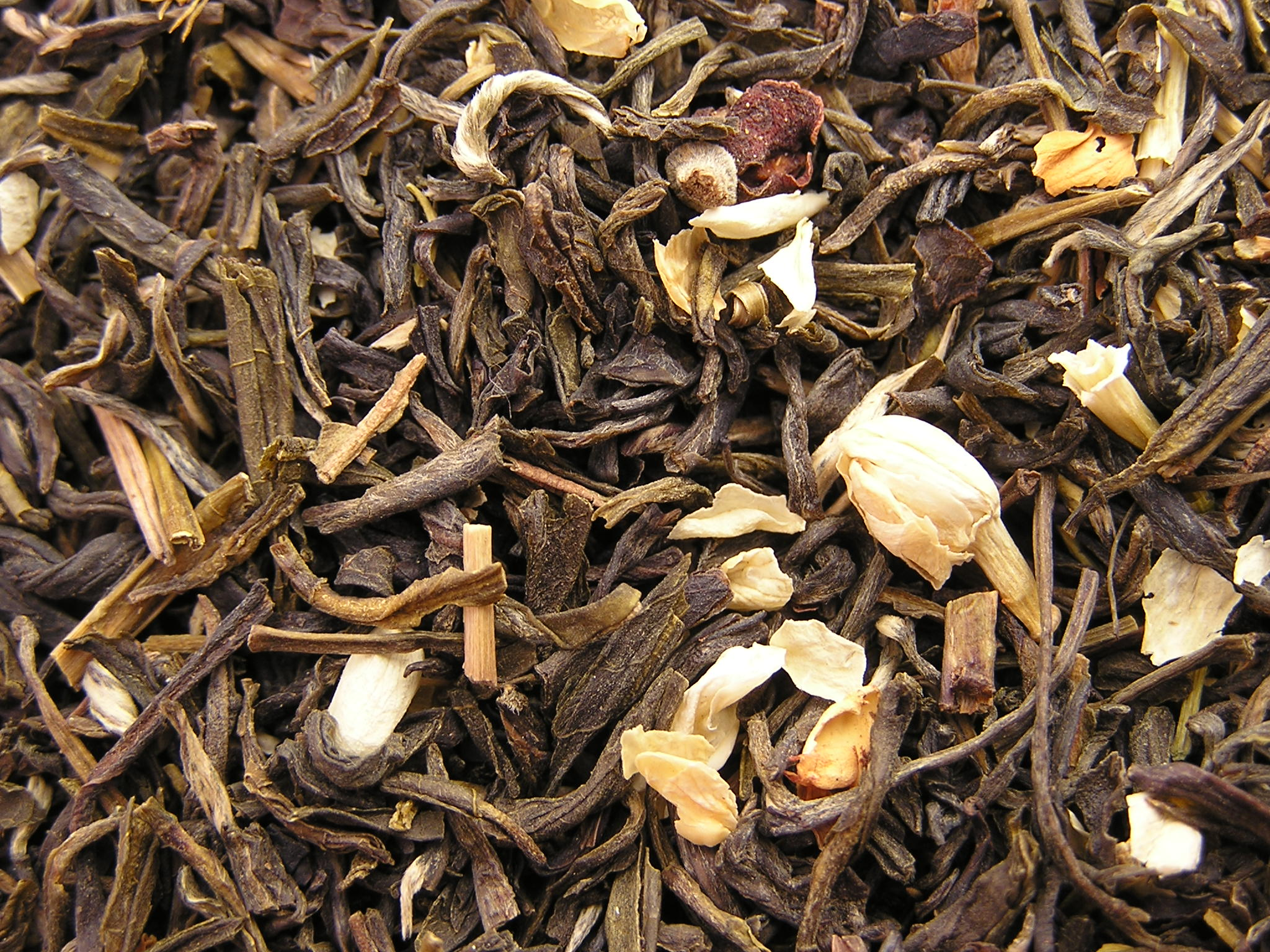
Ceai verde Jasmine

- Kukicha: ceai obținut din rămurele și codițe de ceai. Gustul său amintește de cel de nuci și de rooibos.
- Tamaryokucha : ceai verde cu aromă de fructe de pădure, migdale, citrice și ierburi.

#### Ceaiuri aromatizate
- Jasmine: ceai verde impregnat cu parfum de iasomie; procedeul este originar din nordul Chinei și constă în așezarea alternativă a straturilor de ceai și flori, urmata de o a doua uscare a ceaiului dupa impreganare șî îndepărtarea florilor.
- Osmathus: ceai obținut printr-o metodă similară cu cea de obținere a ceaiului Jasmine.
- Ceai vietnamez cu lotus: florile de lotus Nelumbo nucifera sunt împănate cu frunze de ceai verde; ceaiul este lăsat astfel peste noapte pentru ca parfumul florii să intre în frunzele de ceai. Un alt procedeu este coacerea ceaiului împreună cu staminele de lotus.

### Ceaiul oolong

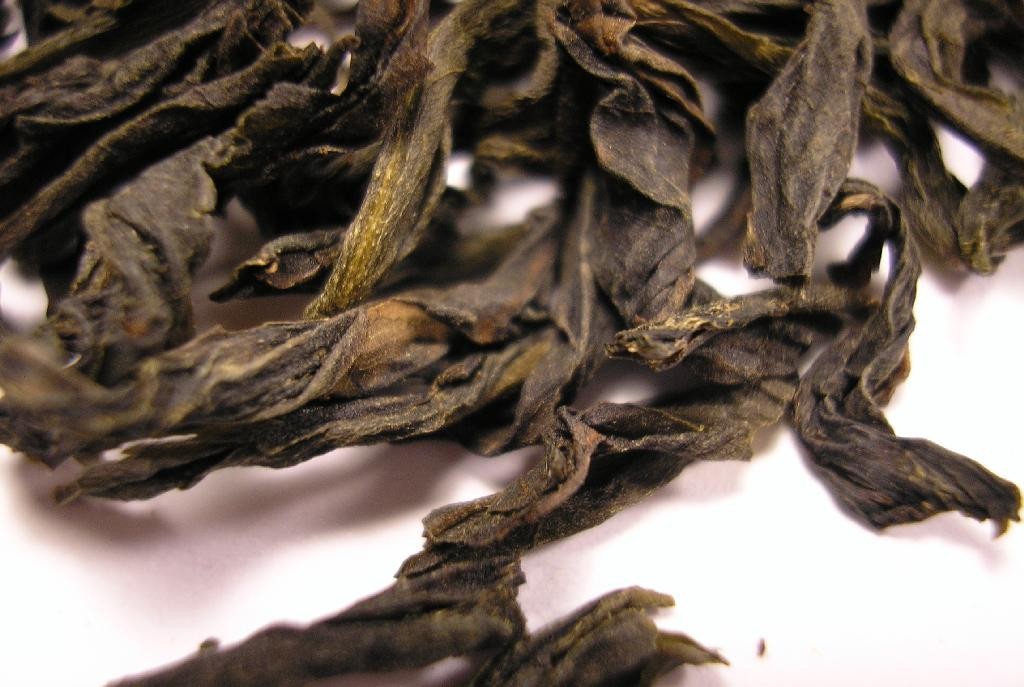
Ceai Bu Zhi Chun

Ceaiul oolong (Ceaiul Dragonului Negru) este un fel de ceai tradițional chinezesc, semioxidat, numit qīngchá (albastru-verzui). În funcție de numărul de zile care trece între recoltare și uscare, ceaiul oolong poate fi „fermentat” în proporție de 10-70%, situându-se din acest punct de vedere între ceaiul verde și cel negru. Lichidul obținut poate de la verde deschis până la auriu închis, iar aroma sa poate fi ierboasă, florală sau fructată, lăsând în gură un gust dulceag.

#### Varietăți de ceai oolong
- Da Hong Pao (Marea robă roșie) : ceai chinezesc foarte prețuit; gustul său diferă în funcție de condițiile din locurile de cultivare și de prelucrarea ulterioară.
- Shu Xian (Zâna apei): este un ceai oolong oxidat destul de puternic, de culoare închisă și cu gust puternic de miere.
- Tie Guan Yin (Zeița de fier a milei)
- Pouchong/ Baozhong: foarte puțin oxidat, considerat câteodată drept un ceai verde; gustul său este floral, iar cele mai bune ceaiuri din această varietate au o aromă suavă de pepene galben.
- Dong Ding: ceai de proveniența taiwaneză, floral cu note de miere și de cantalup.
- Formosa Oolong: ceai din Taiwan (denumirea sa provenind de la numele dat de portughezi Taiwanului: Isla Formosa - Insula Frumoasa); are gust de fructe și se servește fără adaosuri.

### Ceaiul negru
Numit de chinezi ceai roșu (Hongcha), acest tip de ceai este obținut lăsând frunzele de ceai să se oxideze complet în mod natural înainte de a fi uscate. Frunzele sunt lăsate pentru început la uscat cel mult 18 ore în lădițe de lemn, apoi sunt rulate și întinse în încăperi umede și reci. Acest procedeu dă frunzelor culoarea neagră.
Ceaiul negru își păstrează aroma mai bine și timp mai îndelungat decât ceaiul verde. Infuzia are culoare roșiatică cu gust mai intens decât al ceaiurilor mai puțin oxidate, putând avea arome de migdale, flori sălbatice, fructe, malț.

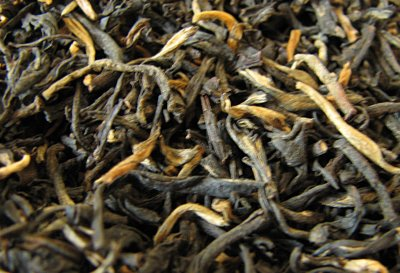
Ceai negru Dian Hong

În țările europene, această formă a ceaiului chinezesc este cea mai consumată.

#### Ceai chinezesc
- Lapsang Souchong: originar din provincia Fujian; este un ceai negru afumat (uscat în fumul unor ace de pin arzând); aroma sa este puternica, asemănătoare mirosului unui foc de tabără.
- Keemun: ceai de culoare roșie-portocalie, cu aroma echilibrata de fructe și note de pin și flori; este un component de baza al cunoscutului amestec English Breakfast.
- Dian Hong: ceai din provincia Yunnan, având o proporție destul de mare de muguri aurii; cele mai fine ceaiuri din aceasta varietate dau un lichid oranj-auriu, dulceag și cu gust catifelat, deloc astringent; varietățile mai ieftine produc un lichid de culoare mai închisă care pot fi foarte amare.

#### Ceai indian

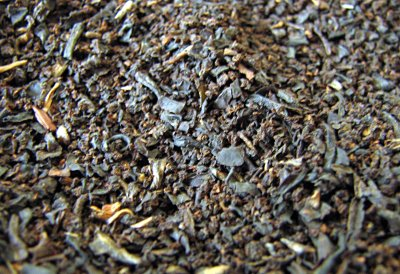
Ceai negru Assam

- Assam: ceai cultivat la nivelul marii; în urma infuziei rezulta un ceai tare, puternic aromat, cu gust de malț și culoare intensă. Se folosește și în amestecurile English Breakfast, Irish Breakfast și Scottish Breakfast.
- Darjeeling: foarte apreciat, infuzia este limpede, de culoare deschisă, variind de la auriu la roșiatic; este un ceai floral, astringent, cu note fructate.
- Nilgiri: ceai foarte aromat, parfumat, savuros.
- Ceylon:  gustul variază în funcție de regiunea de cultură; de obicei culoarea infuziei este intensă, maro-roșiatică, gustul aspru, intens aromat.

#### Amestecuri de ceai negru
- Earl Gray:  amestec de ceaiuri negre aromate cu ulei volatil de bergamotă. Amestecul original conținea ceai negru indian și ceai negru de Ceylon.
- English Breakfast: amestec variabil de ceai negru de Assam, Ceylon, Keemun. Gustul este intens, complex, aspru.
- Irish Breakfast: cel mai adesea este un amestec de ceaiuri negre foarte tari de Assam, mai rar întrând în componența sa și alte varietăți.
- English Afternoon: amestec de ceaiuri negre mai ușoare decât cele folosite la ceaiurile Breakfast.
- Russian Caravan: amestec de ceai afumat Lapsang Souchong, ceai Keemun sau Yunnan; printre ingrediente se pot regăsi și ceaiuri oolong.

#### Ceaiuri aromatizate
- Earl Grey
- Rose Congou: ceaiul negru este lăsat la oxidat împreună cu flori de trandafir.

### Ceaiulpu-erh

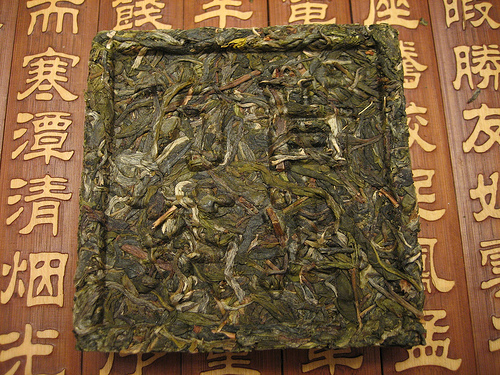
Ceai pu-erh sheng

Acest tip de ceai este făcut dintr-un soi vechi de Camellia sinensis cu frunza mare (de dimensiunea unei palme). Denumirea provine de la târgușorul Pu-erh din provincia Yunnan, unde comerțul cu acest fel de ceai inflorea în vremea dinastiei Tang (618 - 907).
Este singurul tip de ceai care se îmbunătățește pe măsură ce se învechește; de fapt, un ceai pu-erh de bună calitate se obține printr-o învechire de cel puțin câțiva ani. 
Ceaiul pu-erh este disponibil în diferite stadii de oxidare iar procesarea presupune de obicei și comprimarea frunzelor în diferite forme. Există două categorii principale în care poate fi împărțit acest tip de ceai: 
- sheng – deloc sau foarte puțin oxidat înainte de a fi presat în diverse forme ;
- shu – oxidat, mult sau puțin, apoi comprimat sau lăsat în forma liberă (necomprimată).

Ceaiul sheng neînvechit este de multe ori considerat o varietate de ceai verde, iar ceaiul pu-erh, shu și cel sheng învechit sunt considerate ceaiuri negre.
Cele mai bune ceaiuri sunt cele din frunze culese din copaci sălbatici bătrâni, uscate la soare și prelucrate manual.
Ambele tipuri de ceai se depozitează în locuri răcoroase, ventilate și uscate, ferite de lumina soarelui unde stau la oxidat vreme de mai mulți ani, gustul catifelându-se în urma acestui proces. Ceaiul shu necesită 15 ani pentru a atinge calitatea sa cea mai bună, iar cel sheng devine mai bun an după an dacă este păstrat în condiții potrivite.
Frunzele uscate ce ceai sunt maroniu roșiatice; infuzia este limpede, are culoare roșiatica și un gust puternic, cu atât mai catifelat cu cât ceaiul este mai vechi. Caracteristicile frunzelor uscate și ale infuziei diferă în funcție de vârsta și de forma în care frunzele au fost păstrate (comprimate sau nu).  

## Efectele asupra sănătății
Ceaiul este o băutură foarte lăudată și apreciată pentru proprietățile sale. Încă din vechime chinezii considerau ceaiul un leac bun pentru diferite afecțiuni. Incidența mai scăzută a unor boli printre consumatorii de ceai a stârnit interesul cercetătorilor. Într-adevăr, fitochimicalele din frunzele de ceai oferă numeroase beneficii stării de sănătate. Ceaiul conține flavonoide, aminoacizi, teină, polizaharide și vitamine (C, E, K).

### Potențiale beneficii
- Sistemul cardiovascular: consumul de ceai îmbunătățește elasticitatea vaselor de sânge și previne apariția bolilor cardiovasculare prin scăderea nivelului de colesterol LDL, atenuarea proceselor inflamatorii asociate aterosclerozei, susținerea funcțiilor endoteliale normale, reducerea trombozei.
- Sistemul nervos:
- Cancer: potrivit studiilor, ceaiul verde ajută sistemul imunitar să lupte împotriva toxinelor ce cresc riscul bolilor canceroase, scade capacitatea invadatoare a celulelor tumorale în cazul cancerului de sân, contracarează efectele fumatului, reducând riscurile cancerului la plămâni. Alte studii de laborator indică o eventuală protecție împotriva cancerului de colon.
- Sistemul osos: există unele dovezi care indică o îmbunătățire a stării articulațiilor în cazul pacienților cu artrită reumatoidă; împreună cu o alimentație bogată în calciu și vitamina D, consumul de ceai poate contribui la menținerea unei densități osoase normale la femeile în vârstă, reducând riscul fracturilor.
- Metabolism: s-a constatat, în urma unui studiu, proprietatea ceaiului de a crește metabolismul și de a arde grăsimile, datorită capacității termogenice a ceaiului. Ceaiul verde este eficient în combaterea obezității.
- Diabet: în urma studiilor efectuate pe șobolani, s-a constatat ca substanțele conținute în ceai scad nivelul zaharurilor din sânge și previn cataracta la indivizii diabetici.
- Sistem imunitar: există indicii că această băutură poate ajuta organismul să lupte împotriva infecțiilor.

S-a descoperit că adăugarea laptelui reduce semnificativ efectele benefice ale ceaiului. Cazeina din lapte se leagă la polifenolii antioxidanți din ceai, blocând efectele ceaiului asupra sistemului cardiovascular și proprietățile preventive împotriva cancerului. Un efect pozitiv este legarea substanțelor din lapte la taninuri, neutralizând efectele negative ale acestora. Laptele de soia, neconținând cazeină, nu are asemenea efecte asupra ceaiului.
Multe din studii care indica numeroasele beneficii ale consumului de ceai sunt departe de a fi exacte, concluziile fiind trase fie de pe urma statisticilor, fie după testări pe eșantioane de populație, descoperirile putând fi influențate și de alți factori.
Efecte negative:
- Anemia feriprivă: compușii fenolici din ceai (precum și cei din cafea, vin roșu, unele frunze, nuci și legume) inhibă absorbția fierului în organism.
- Prezenta fluorului și a aluminiului: toate frunzele de ceai conțin fluor, cele mature de 10 până la 20 de ori mai mult decât cele tinere, deoarece planta îl absoarbe foarte ușor. Ceaiul cultivat în regiuni poluate trebuie evitat, deoarece fluorul reduce proprietățile anti-cancerigene ale ceaiului și chiar cauzează afecțiuni neurologice și renale, precum și osteoporoză, artrită și cancer de tract digestiv.
- Oxalați: deși oxalații sunt un ajutor eficient în lupta cu infecțiile, inclusiv cu HIV, acumulările afectează sănătatea rinichilor; concentrațiile de oxalați din ceai sunt mici, fiind nevoie de mari cantități pentru a produce acumulări periculoase.

## Prepararea și servirea ceaiului

### Metoda chinezească
Gaiwan este una dintre metodele chinezești de preparare și servire a ceaiului. Cuvântul „gaiwan” denumește micul bol de porțelan așezat pe o farfurioară și acoperit cu un capac din care se bea ceaiul.
Pașii ce trebuie urmați sunt:
- clătirea ceștii cu apă fierbinte – acesta etapa pregătește recipientul în care va fi pus ceaiul, purificându-l simbolic și practic. Apa fierbinte încălzește ceașca, detaliu important în prepararea ceaiurilor fine.
- frunzele de ceai (1 sau 2 lingurițe) sunt adăugate imediat după clătirea ceștii, înainte ca aceasta să se răcească.
- înaintea infuzării, frunzele sunt înmuiate cu câteva picături de apă fierbinte, eliberându-se aroma ceaiului, ce trebuie adulmecată înaintea adăugării restului de apa; altă modalitate de înmuiere este turnarea apei fierbinți și scurgerea ei imediat după aceea;
- infuzarea – calitatea apei este foarte importantă; cea mai potrivită apă este cea de izvor cu un conținut potrivit de minerale (apa de la robinet și apa distilată nu sunt indicate). Temperatura apei și timpul de infuzare se stabilește în funcție de tipul de ceai:

1. - pentru ceaiul verde: temperatura apei trebuie să fie sub punctul de fierbere; cu cât temperatura este mai scăzută (60, chiar 50 de grade Celsius), cu atât timpul de infuzare poate fi mai lung și aroma va fi mai puternică, fără a deveni și amară;
2. - ceaiul oolong se recomandă a fi infuzat 3 minute la 80 de grade Celsius;
3. - ceaiul negru se infuzează 3 minute la 85 de grade Celsius;
4. - pentru ceaiul pu-erh se folosește apă la 100 de grade Celsius, lăsându-l la infuzat între 3 și 5 minute.

- când infuzia este gata, se acoperă cu capacul; se ridică gaiwanul cu mâna stângă, apucând farfurioara; se trece în mâna dreaptă și se toarnă într-o carafă mică, mișcând ușor poziția capacului și ținând gaiwanul cu degetul mare plasat pe capac și restul degetelor susținând farfuria.
- dacă frunzele sunt întregi și de bună calitate, se poate obține și o a doua și a treia infuzie, imediat după prima.

Metoda gongfu datează din aceeași perioadă ca și metoda gaiwan. Se folosesc ceainice mici de ceramică nesmălțuită așezate în boluri întinse. Metoda este similară cu cea gaiwan, însa nu se recomandă a se folosi la prepararea ceaiurilor neoxidate datorită proprietăților ceramicii cu proprietăți izolatoare din care este făcută vesela.

### Metoda japoneză
Chanoyu, ceremonia japoneză a ceaiului, este o tradiție influențată de budismul Zen. Estetica ceremoniei presupune rafinament, simplitate, suavitate. La prepararea ceaiului se folosesc chadōgu (unelte de ceai) și matcha (ceai verde sub formă de pudră).
Pașii ceremoniei sunt: 
1. -curățarea bolurilor, fierberea apei, servirea musafirilor cu dulciuri urmată de prepararea ceaiului și servirea acestuia: -
2. -în chawan (recipientul în care se servește ceaiul) se pune pulberea de ceai (matcha);
3. -peste matcha se toarnă apa fierbinte și se amestecă bine folosind un pămătuf de bambus (chasen);
4. -plecăciuni sunt schimbate între gazdă și musafir în momentul primirii bolului cu ceai;
5. -musafirul ia chawanul cu mâna dreaptă și îl așează în palma stângă; apoi îl rotește în sensul acelor de ceasornic de trei ori înainte să se soarbă ceaiul;
6. -când musafirul a terminat de băut, trebuie să laude cu voce tare ceaiul;
7. -cu mâna dreaptă, el trebuie să șteargă chawanul în partea în care l-a atins cu buzele ;
8. -chawanul este întors în sens invers acelor de ceasornic și înapoiat gazdei.

În mod tradițional, ceremonia are loc în camere așternute cu tatami, iar gazda, fie ea bărbat sau femeie, poartă chimono.

### Metoda marocană
În Maroc, ceaiul reprezintă simbolul ospitalității și este preparat și servit de capul familiei sau de fiul sau cel mai mare. De cele mai multe ori se folosește ceai verde (mai ales Gunpowder). Se pregătesc două ceainice în același timp și în fiecare se pun frunze de ceai; frunzele se clătesc cu apă fierbinte, care se scurge imediat. Peste ceaiul verde înmuiat se pune mentă și relativ mult zahăr, apoi se toarnă apa clocotită. După câteva minute, gazda sau cel care prepară ceaiul, amestecă și gustă băutura, adăugând zahăr sau mentă dacă este necesar. Când ceaiul este gata, gazda ridică ambele ceainice și toarnă în pahare așezate pe o tavă gravată de metal. Se servesc trei infuzii, din ce în ce mai dulci; după a treia, este politicos din partea musafirului să-și anunțe plecarea.

### Metoda englezească
Ceaiul este preparat urmând cu strictețe următorii pași:
- încălzirea ceainicului;
- adăugarea frunzelor de ceai, câte o linguriță pentru fiecare persoană și una în plus „pentru ceainic”;
- turnarea apei fierbinți, dar nu clocotite peste frunze și infuzarea timp de 3-5 minute;
- amestecarea conținutului cu o mișcare circulară a ceainicului.

Musafirilor li se pune la dispoziție și lămâie, lapte și zahăr.

### Metoda rusească
Ceaiul rusesc se prepară folosind un samovar.
- se prepară o infuzie concentrată de ceai într-un ceainic;
- se toarnă într-o ceașcă câte puțin din ceaiul concentrat și se diluează cu apă caldă din samovar.

## Ceaiul în culturile lumii
Ceaiul este o băutură importantă în cadrul multor culturi ale lumii, fiind servit deseori cu ocazia unor evenimente sociale.

### China

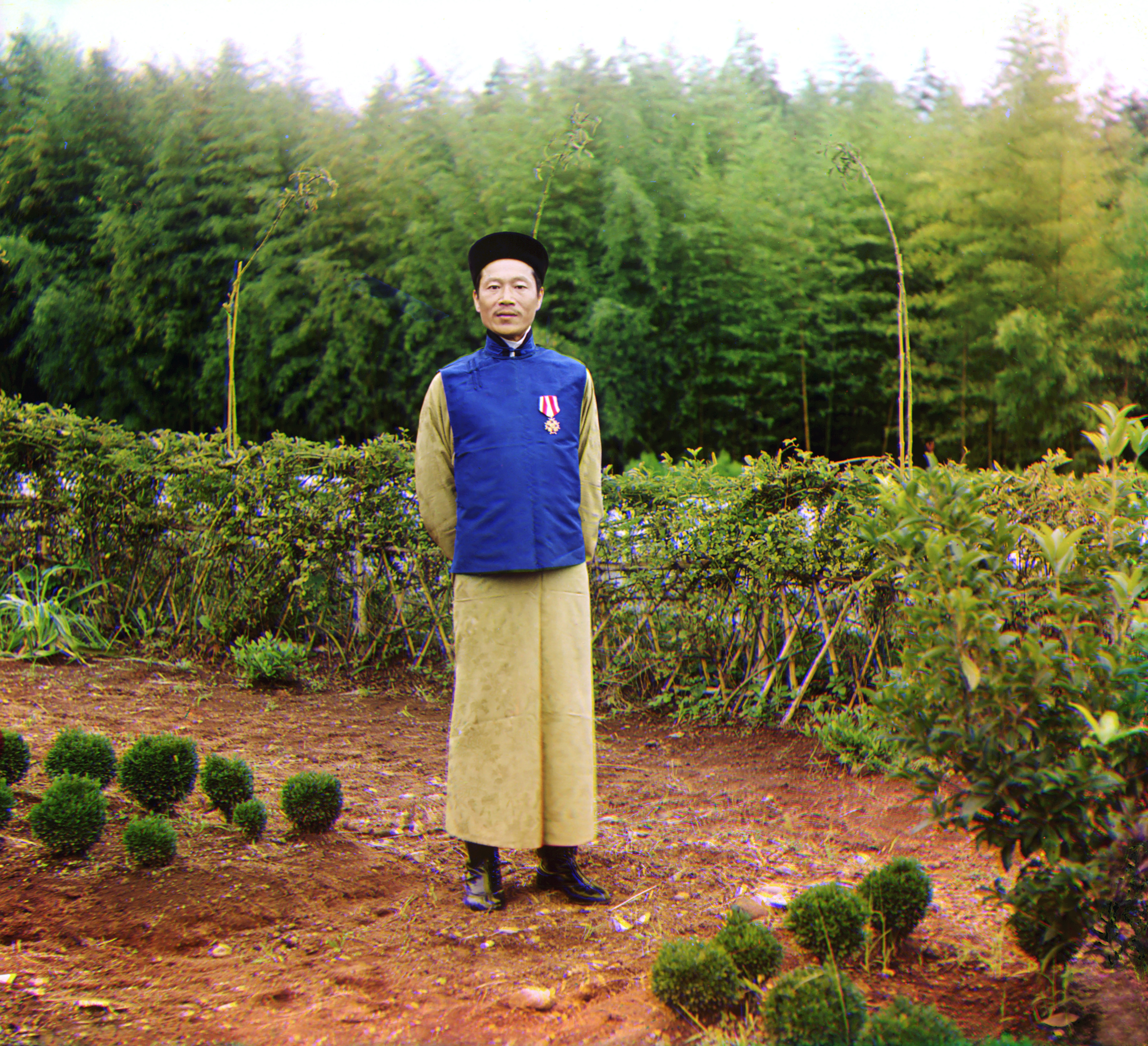
Cultivator chinez de ceai din Batumi, 1915

Astăzi, locuri unde se consumă ceai se pot găsi în majoritatea cartierelor și localităților chinezești. Casele de ceai chinezești oferă zeci de varietăți și combinații de ceaiuri calde și reci. De asemenea, servesc alte mâncăruri care se consumă cu ceaiul. Timpul când se consumă cel mai mult ceaiul este după masa, înainte de apunerea soarelui, când casele de ceaiuri devin pline cu studenți și muncitori. China este patria ceaiului, având o istorie de 4-5 mii de ani de cultivare a acestei plante. În 2003 suprafața plantată cu arbuști de ceai s-a extins la 1.200.000 de hectare și, care a produs peste 700.000 de tone de ceai, realizând o valoare de 34 de miliarde de yuani, circa 4 miliarde de dolari americani. În orașele chineze se pot găsi peste tot magazine de ceai și ceainării. Renumitele sunt acelea din orașele Hangzhou, Chengdu, Guangzhou, Chaozhou. Mulți oameni, atât vârstnici cât și tineri au obiceiul de a se duce împreună cu prietenii la ceainărie. Este o plăcere deosebită să mergi împreună cu prietenii la o ceainărie.

### Japonia
Ceaiul verde japonez este bogat în vitamina C și prezintă un modest conținut de teină.
Ceaiul verde (茶 cha?, sau お茶 o-cha) este una din băuturile cele mai îndrăgite de japonezi. Îl beau fără zahăr sau lapte.
În Japonia  se vorbește despre existența unui ceai in pulbere, asemănător cu matcha, încă din anul 730. Cert este că în anul 1193, călugărul Eisai a plantat semințe de ceai pe care le adusese din China. Timp de ca. 500 de ani a fost folosit doar în formă de pulvere (matcha).  Prelucrea ceaiului sencha a fost inventată de abia în secolul al XVI-lea. Ceremonia ceaiului a fost perfecționată de Sen no Rikyu la sfârșitul secolului al XVI-lea, iar înainte de era Edo (1600-1868), consumul de ceai era limitat clasei conducătoare. Metoda de prelucrare a ceaiului gyokuro a fost inventată în secolul al XIX-lea. Doar odată cu introducerea metodeleor de producție în masă, ceaiul a devenit băutură îndrăgită de către majoritatea populației.
Cam jumătate din ceaiul produs în Japonia este din prefectura Shizuoka, dar în ultimii ani a crescut și producția ceaiului produs în regiunea Kyūshū.  La fel, în regiunea Uji, nu departe de Kyoto, sunt prezente plantații de ceai numeroase. În 1981, Japonia devine prima țară care comercializează ceai îmbuteliat în doza de aluminiu.

#### Tipuri
Tipurile depind de metoda de cultivare și de modul de prelucrare a frunzelor.
- Sencha (煎茶?): constituie 80% din toate frunzele de ceai prelucrate în Japonia; se obține prin sterilizarea frunzelor cu aburi pentru a opri fermentarea (oxidarea). Astfel frunzele nu își schimbă culoarea. Frunzele prelucrate se fac sul pentru a elimina umiditatea și enzimele, și apoi uscate cu jet de aer cald, obținându-se mici bucăți de culoare verde închis, care arată ca niște ace, gata pentru împachetat. Ceaiul se face cu apă fierbinte (nu clocotită). Este transparent.
- Gyokuro (玉露?): este ceaiul de cea mai înaltă calitate din Japonia. Este obținut din frunzele cele mai moi de pe plantație, care este protejată de un fel de jaluzele de bambus. Prelucrarea este la fel ca cea pentru sencha.
- Matcha (抹茶?): este forma pulverizată a ceaiului verde, folosit mai ales la ceremonia ceaiului. Nu se prepară prin opărire, ci se adaugă apă fierbinte în ceașca cu matcha, iar apoi se bate cu un bătător special din bambus. Nu este transparent, ci are o culoare verde închis.
- Bancha (番茶?): este un ceai de calitate inferioară. Se obține din frunze mai puțin proaspete care au început să devină sfărâmicioase. Are culoare transparentă (maro deschis spre galben).
- Hōjicha (ほうじ茶?): se obține din frunze sencha și bancha care se încălzesc până când devin maro. Are culoare transparentă (maro roșiatic), iar gustul este puțin prăjit.

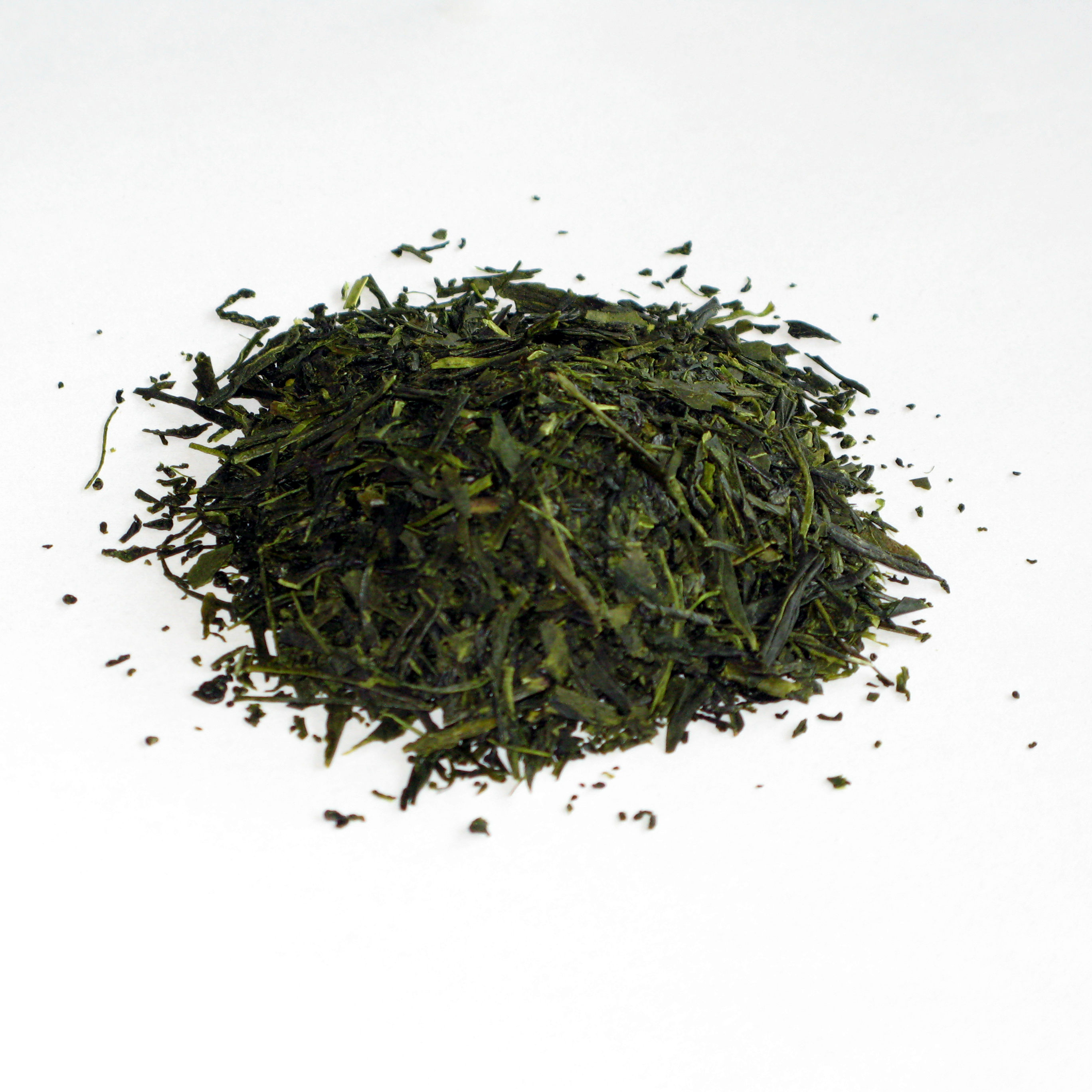
Sencha
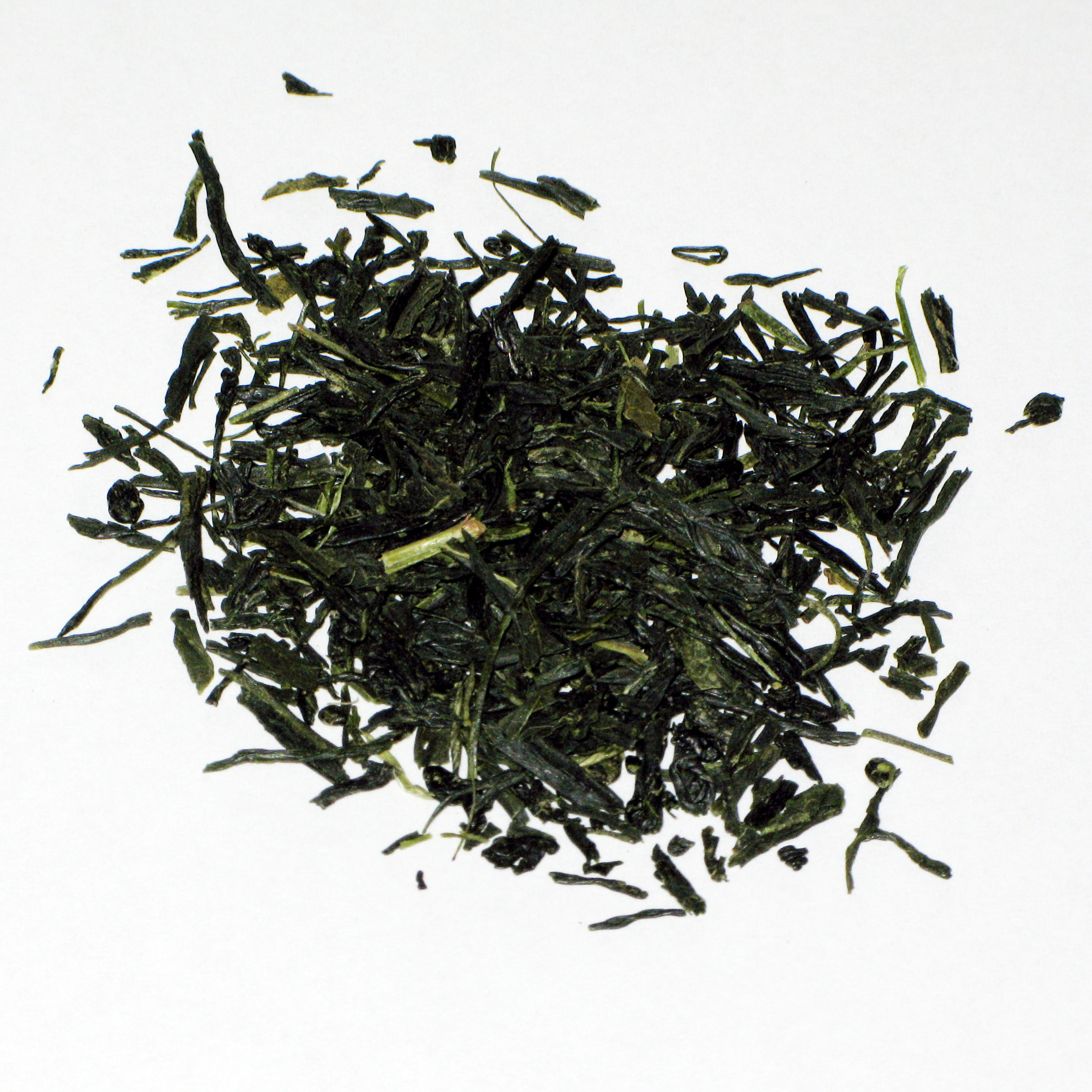
Gyokuro
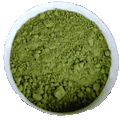
Matcha
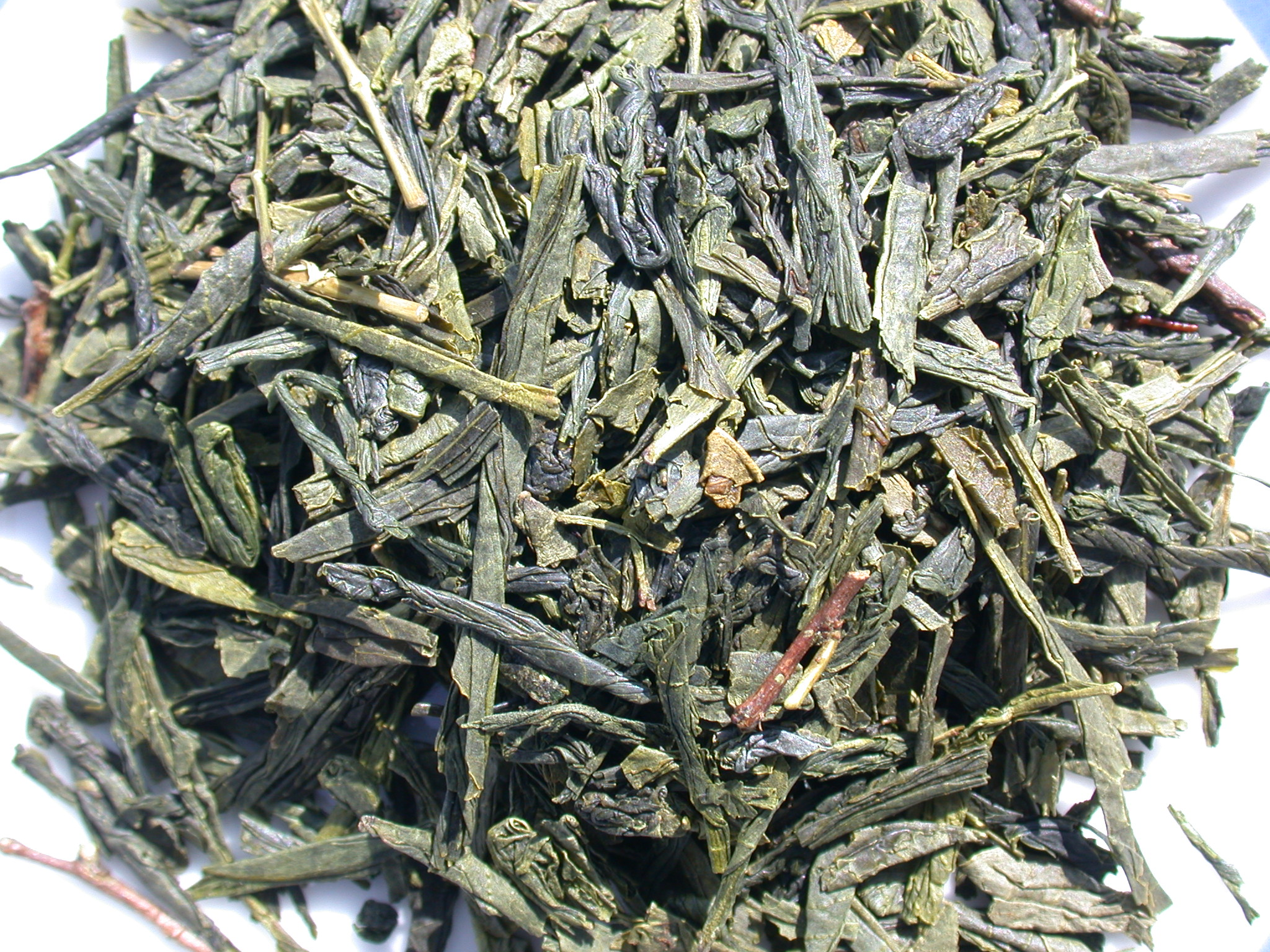
Bancha
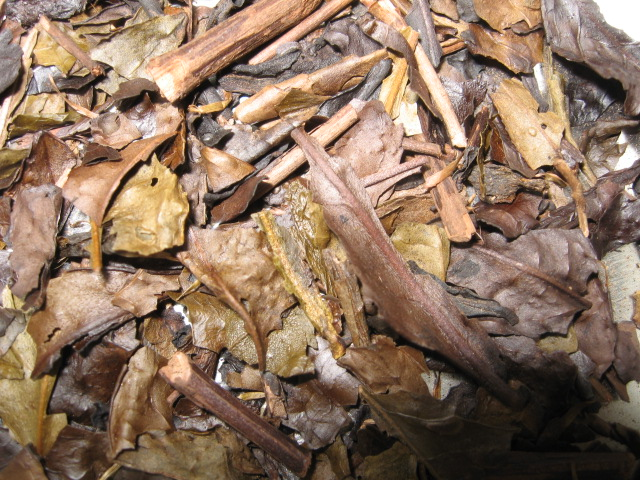
Hōjicha

### Regatul Unit
Ceaiul a ajuns în Anglia în 1652, fiind consumat la început de nobili datorită prețurilor ridicate. 
Elizabeth I a înființat John Company, o companie care avea monopol asupra comerțului cu Asia și dreptul de a cuceri teritorii și de a guverna, de a bate moneda, de a purta războaie atunci când ea considera necesar. Acesta a fost cel mai mare monopol din istoria omenirii. El a ținut prețul ceaiului nejustificat de mare, ceea ce a creat în timp multe probleme imperiului britanic. Pentru ceaiul luat de la chinezi, englezii ofereau opiu, pe care îl plantau în coloniile din India.

### Hong Kong
Ceaiul este o băutură importantă în Hong Kong deoarece cultura sa gastronomică a fost influențată și de China și de Regatul Unit, ambele țări unde ceaiul este băut frecvent. Ceaiul din Hong Kong se bea cu lapte, ca în Regatul Unit, și este vândut în timpurile moderne la majoritatea supermarketurilor, autoservirilor și restaurantelor tip fast food. Există și ceaiuri tradiționale chinezești, incluzând ceaiul verde și ceaiul de crizanteme.

### Iran
Ceaiul a ajuns în Persia (astăzi Iran) din India, și în scurt timp a devenit băutura națională. Nordul Iranului este o zonă importantă pentru cultivarea plantei de ceai. În această zonă, milioane de persoane lucrează în cultivarea ceaiului. Iranienii au una dintre cele mai mari consumații medii de ceai din lume, și aproape fiecare stradă are o casă de ceai, sau châikhâne. Aceste case sunt locuri importante sociale și în ziua de astăzi. Iranienii beau tradițional ceaiului fără nici un alt ingredient, deși există un obicei unic care nu se găsește nici unde în lume: se plasează un cub de zahăr în gură înainte de a se bea ceaiul pentru a "îndulci" gustul.

### Irlanda
Irlanda este țara cu cel mai mare consum de ceai pe cap de locuitor, fiecare irlandez având o medie de patru pahare pe zi. Ceaiul se bea frecvent în loc de cafea. Obiceiurile și stilurile de ceai sunt similare cu cele din Regatul Unit.

### India
India este printre cei mai mari producători de ceai din lume, și băutură este populară în multe state din țară ca băutură de mic dejun și cină. Este servit în general cu lapte și zahăr și de multe ori cu alte ierburi care dau o aromă plăcută. Majoritatea ceaiului consumat în India este ceai negru, și frunzele de ceai sunt fierte în apă, laptele fiind adăugat la sfârșit. Este un obicei cultural să li se ofere oaspeților o ceașcă de ceai.

### Sri Lanka
Ceaiul în Sri Lanka este servit în stil englezesc, cu lapte și zahăr, deși laptele este întotdeauna încălzit de înainte. Băutul ceaiului este o parte importantă a culturii Sri Lankane.